# Don't Panic
"Don't Panic" é uma canção escrita e gravada pela banda inglesa de rock alternativo Coldplay. Originalmente intitulada "Panic", a versão mais antiga conhecida da canção existia em 1998, tocada ao vivo durante o primeiro show da banda no mesmo ano. Ela tinha uma melodia diferente, e foi incluída no segundo EP da banda, The Blue Room. A faixa foi reproduzida por Coldplay e pelo produtor britânico Ken Nelson para o álbum de estreia da banda, Parachutes.
Seguindo seus lançamentos bem sucedidos em 2000, Coldplay e sua gravadora Parlophone pensavam que já havia bastante divulgação do álbum na Inglaterra. Assim, a decisão de lançar um quarto single seria somente para regiões em que não havia nenhum single lançado como "Yellow" e "Trouble". Eles escolheram então "Don't Panic", que na época era a faixa favorita do público. O single foi lançado em algumas regiões europeias, e o Reino Unido recebeu apenas uma edição promocional.

## Origens e produção
"Don't Panic" passou a existir enquanto Coldplay ainda estava começando a ser conhecido. Na época, a banda havia escrito dez músicas, incluindo uma versão demo de "Don't Panic", e usou-a em recrutação ao baterista da banda. Ela foi originalmente chamada de "Panic", e foi uma das seis músicas tocadas no primeiro show do Coldplay em 1998 na Laurel Tree de Candem. Eventualmente, o título tornou-se "Don't Panic".
A versão original de "Don't Panic" foi gravada em 1999, diferente da versão apresentada em Parachutes. Em primeiro lugar, o vocalista Chris Martin executou o piano durante a ponte da canção. Sendo assim, não há introdução com repetição-distorcida. Em geral, a melodia é diferente, e a letra conta sobre "uma noite ligeiramente desastrosa em que Chris passou a entreter uma jovem chamada Alice Hill". Esta versão foi incluída no EP The Blue Room, lançado em outubro de 1999.
Para o primeiro álbum de estúdio do Coldplay, Parachutes, o produtor britânico Ken Nelson re-produziu "Don't Panic". A faixa foi gravada ao vivo, como muitas outras faixas presentes no álbum. O guitarrista Jonny Buckland gravou duas vezes sua guitarra, em  overdub, e usou partes das duas gravações durante a mistura. A banda utilizou sutilmente guitarra acústica, bateria e baixo, além de bateria. A canção foi gravada nos Rockfield Studios, Wales e Parr Street Studio, em Liverpool.
"Don't Panic" é a faixa de abertura Parachutes. Uma canção baseada em guitarra, começa com um dedilhado de guitarra elétrica, seguido por mais linhas de guitarra, e então os vocais. Um crítico afirmou que a inclinação para o indie rock do Coldplay é evidente durante esta canção.

## Lançamento e recepção

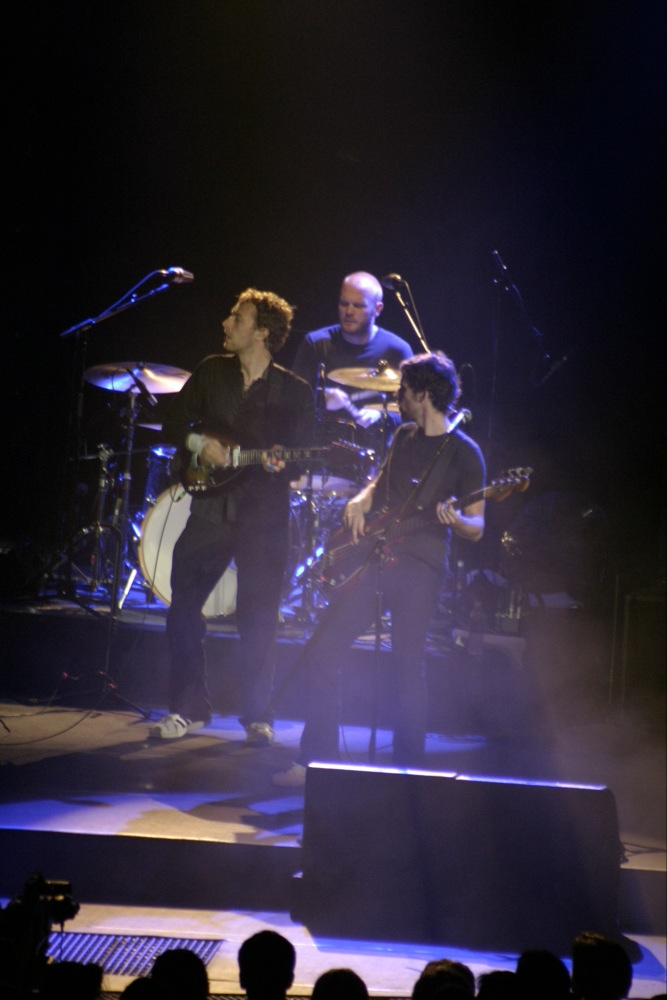
Coldplay performando "Don't Panic" ao vivo.

Originalmente, a banda planejava lançar "Don't Panic" como quarto single de Parachutes. No entanto, a ideia foi abandonada depois que consideraram que três singles eram suficientes para um álbum. Seguindo os lançamentos dos bem sucedidos singles do álbum em 2000, a banda achava que Parachutes havia tido divulgação bastante significativa em regiões do Reino Unido. Quando decidiram lançar como o quarto single, seria apenas em países que ainda não haviam recebido nenhum single da banda, como "Yellow" e "Trouble". Coldplay e sua gravadora, a Parlophone, escolheram "Don't Panic", que na época era a faixa favorita do público. O single foi finalmente lançado em 19 de março de 2001 em algumas regiões europeias, acompanhado por duas faixas ao vivo, que são "You Only Live Twice", canção tema do quinto filme de James Bond do mesmo nome, e "Bigger Stronger", presente no primeiro EP da banda; essas faixas ao vivo foram gravadas durante sua performance no Rockefeller Music Hall, na Noruega. "Don't Panic" apareceu no álbum de compilação lançado no Reino Unido, Now That's What I Call Music! 48.
Como outras de suas canções, Coldplay recusou várias ofertas para usar "Don't Panic" em propagandas. Em 2004, a banda rejeitou uma oferta multi-milionária de Euros, feita pela Coca-Cola diet e Gap para usar "Don't Panic" e "Trouble", outra canção presente no álbum. A banda, em seguida, pediu ao empresário Phil Harvey para não encaminhá-los tais ofertas, pois "uma discussão pode levar ao comprometimento".
Apesar disso, a canção foi usada em muitas propagandas e tocada em vários filmes e séries de televisão. Em 2002, a canção foi apresentada no filme de comédia dramática Igby Goes Down, e mais tarde apareceu na trilha sonora do filme, lançada em 25 de fevereiro de 2003 pela Spun Records. Ainda em 2003, a canção também foi destaque no álbum ao vivo do Coldplay, Live 2003. Em 2004, ela estava presente no filme de comédia romântica Garden State; o diretor Zach Braff escolheu cuidadosamente as canções, incluindo "Don't Panic" na coletânea do filme, Garden State: Music From The Motion Picture. A canção também esteve presente no episódio de estreia da série de televisão da FX, Rescue Me, assim como no episódio piloto de curta duração da série Odyssey 5. Além disso, a canção foi apresentada no episódio nove da primeira temporada da série de TV britânica, Sugar Rush em 2005.
Em 2003, durante A Rush of Blood to the Head Tour, "Don't Panic" continha uma introdução completamente diferente. Além disso, Martin tocou a guitarra elétrica e Buckland tocou uma gaita solo durante o show. Ele tocou regularmente a gaita para a multidão após o solo. Em 2001, uma versão cover dance de "Don't Panic", foi lançada por Logo com a participação de Dawn Joseph.

### Comentários da crítica
As críticas para a canção foram geralmente positivas. MacKenzie Wilson, em uma crítica do álbum para o Allmusic, disse, "As inclinações para o indie rock, também são evidentes, especialmente em canções como 'Don't Panic' e 'Shiver'." Na revisão da Pitchfork Media, Spencer Owen escreveu: "Este subjugado, mostra um sonhador que contém um refrão em falsete de Martin, com 'We live in a beautiful world', que parece resumir o sentimento geral da gravação." Robert Christgau alegou que, juntamente com "Yellow", a canção é uma das melhores de todas as faixas de Parachutes. O crítico Adrian Denning, em sua resenha do álbum, elogiou, "tanto o vocal quanto a guitarra são absolutamente lindos. Essa é uma canção para trazer consolo, tirar conforto, e tranquilamente ser intimidado." David DeVoe da Hybridmagazine.com escreveu: "É uma canção maravilhosa que ecoa a promessa do que está por vir no restante da gravação. Está repleta de tons de guitarra excelentes e uma bela batida de bateria por trás, e eu adoro a forma como a música termina."

## Videoclipe
O videoclipe de "Don't Panic" foi dirigido por Tim Hope. O vídeo começa com um diagrama animado do ciclo hidrológico, em seguida, retrata a banda como dois recortes de papel tridimensionais fazendo tarefas domésticas, quando de repente uma catástrofe atinge a Terra sob as formas de inundações, vulcões e choques elétricos. Tal como nos vídeos anteriores do Coldplay, "Don't Panic" também apresenta o globo amarelo da capa de Parachutes.

## Faixas
| Single padrão |                                 |         |  |
| N.º           | Título                          | Duração |  |
| 1.            | "Don't Panic" (versão do álbum) | 2:17    |  |
| 2.            | "You Only Live Twice" (ao vivo) | 4:06    |  |
| 3.            | "Bigger Stronger" (ao vivo)     | 4:55    |  |

| Versão holandesa |                                               |         |  |
| N.º              | Título                                        | Duração |  |
| 1.               | "Don't Panic" (editada)                       | 2:20    |  |
| 2.               | "Spies" (ao vivo em Lowlands, 2000)           | 6:12    |  |
| 3.               | "Bigger Stronger" (ao vivo em Lowlands, 2000) | 4:51    |  |
| 4.               | "Yellow" (ao vivo em Lowlands, 2000)          | 4:32    |  |

## Desempenho nas paradas musicais
| País/Parada (2001)   | Melhor posição |
| -------------------- | -------------- |
| Holanda (MegaCharts) | 83             |
| Polônia (ZPAV)       | 3              |